# Казанка (Благовещенский район)
Казанка (баш. Казанка) — деревня в Благовещенском районе Республики Башкортостан Российской Федерации. Входит в состав Покровского сельсовета.

## История
Этот населенный пункт при реке Уса возник предположительно в начале 1870-х годов. Сначала крестьяне Казанки посещали церкви в соседних селах Надеждино и Федоровка. В 1886 году в Казанке была построена деревянная церковь в честь иконы Казанской Божьей Матери. В 1890 году в селе открылась школа грамоты, преобразованная через несколько лет в церковно-приходскую школу. Среди жителей села было много Стрижевых, Балыкловых, Глуховых, Лавданниковых, Мигуновых, Мухиных. Также в селе проживали Копыловы, Краевы, Вершинины, Власовы, Чернопеневы, Шумковы, Ярочкины, Сорвины и другие. В 1895 году в селе насчитывалось 139 дворов и 869 человек, были отмечены хлебозапасный магазин, маслобойный завод, 3 бакалейные лавки и казенная винная лавка. Крестьяне села образовывали одноименное сельское общество. Приход Казанско-Богородицкой церкви состоял только из самого села, среди жителей которого было зафиксировано 7 раскольников, то есть одна или две семьи.
В самом начале XX века приходским священником в Казанке служил Петр Катанский, в 1902 году его сменил Александр Кречетов. В 1909 году в селе насчитывалось 80 детей в возрасте 8-11 лет, 37 из них обучались в церковно-приходской школе.
К 1913 году в селе насчитывалось 122 хозяйства и 888 крестьян, все были членами земельного товарищества, в собственности которого находилась вся купчая земля – 3952 десятины.  Большинство крестьян относились к категории зажиточных и только три семьи — к категории откровенных бедняков. Тридцать хозяев имели более 40 десятин земли-это был рекорд среди селений, находящихся на территории нынешнего Благовещенского района. Еще 17 хозяев имели от 30 до 40 десятин, 38 хозяев-от 20 до 30, 21- от 15 до 20 десятин. В 16 хозяйствах засевалось более 10 десятин пашни, в 43- от 6 до 10, еще в 43 — от 4 до 6 десятин. Скотиной жители села также были обеспечены неплохо: 19 хозяев держали не менее четырех рабочих лошадей, 39 — по три лошади, 44 -по две; 73 хозяина держали не менее трех коров, 38-по две коровы.
Приходским священником Казанско-Богородицкой церкви с 1909 года был Михаил Михайлович Макарьевский. Его дочь В.М. Макарьевская вместе   с З. Юновидовой работала в данном селе учительницей.
Перепись 1917 года зафиксировала в Казанке 134 домохозяйства и 952 человека, в том числе шесть семей посторонних и семья украинцев-беженцев. Двое хозяев имели более ста десятин земли. Один из них, 61-летний Илья Михайлович Лузин, имел 105 десятин земли, засевал 31,4 десятины, держал восемь лошадей, 11 коров, 27 овец и 15 свиней. Его семья состояла из 14 человек. Другой богатей, 72 – летний Федор Елизарьевич Власов, имел 110 десятин земли, засевал 21,85 десятины, держал восемь лошадей, семь коров, 30 овец и десять свиней. Семья Власова состояла из 16 человек, включая жену-ровесницу. Не менее богатым был 58 –летний  Михаил Максимович Назаров: имел 91 десятину земли, засевал 31,3 десятины, держал 11 лошадей , 14 коров , 50 овец и 13 свиней. Семья Михаила Назарова состояла из 16 человек, включая семь сыновей. К богатеям относился и 57-летний Матвей Михайлович Сорвин: имел 86 десятин земли, засевал 25.22 десятины, держал семь лошадей, 14 коров, 23 овцы и 12 свиней. Семья Сорвина состояла из 13 человек, включая 77-летнюю мать. Следуeт упомянуть трех братьев Глуховых -56-летнего Филиппа (12 человек в семье), 51-летнего Захара (три человека) и 50-летнего Семена (четыре человека) Михайловичей. Семен Глухов имел 83 десятины земли, засевал 16.6 десятины, держал трех лошадей, четырех коров, девять овец и четырех свиней. Филипп имел 58,9 десятины земли, засевал 16,95 десятины, держал четырех лошадей, шесть коров, 18 овец и восемь свиней. Захар Глухов имел 59 десятин земли, засевал 16,95 десятины, держал четырех лошадей, шесть коров, 16 овец и 14 свиней. К богатым крестьянам относились и братья Балыкловы – 70 0 летний Иван ( девять человек в семье) и 68 летний Федор ( также 9 человек) Григорьевичи. Иван имел 71 десятину земли, засевал 16,3 десятины, держал шесть лошадей, шесть коров, 15 овец и двух свиней. Один из сыновей Федора Балыклова 42-летний Егор возглавлял отдельную семью, а его хозяйство включало 48 десятин земли, 14,6 десятины посева, трех лошадей, семь коров, 20 овец и шесть свиней. Еще можно упомянуть братьев Мигуновых - 47-летнего Николая (12 человек в семье) и 46-летнего Ивана (также 12 человек) Петровичей. Иван имел 61,5 десятины земли, засевал 14,2 десятины, держал пять лошадей, девять коров, 24 овцы и десять свиней. Николай Мигунов имел 53,5 десятины земли, них 25,13 десятины пашни, держал четырех лошадей, семь коров, 18 овец и 11 свиней. Весьма состоятельным был 55-летний Григорий Николаевич Саймонов: имел 68,5 десятины земли, засевал 19,1 десятины, держал трех лошадей, четырех коров, 18 овец и трех свиней. Cемья Саймонова состояла из 12 человек, включая 76-летнюю мать. Из Стрижевых выделялся 60-летний Егор Михайлович (11 человек в семье) - имел 66,5 десятины земли, засевал 18,49 десятины, держал четырех лошадей, шесть коров, 20 овец и шесть свиней. Фигурирует также 54-летняя вдова Прасковья Стрижева (12 человек в семье), ее хозяйство включало 69 десятин земли, 22,1 десятины посева, четырех лошадей, шесть коров, 13 овец и четырех свиней. Семья 70-летнего Ивана Матвеевича Климина состояла из 12 человек, а его хозяйство включало 60  десятин земли, 18,8 десятины посева, пять лошадей, пять коров и 21 овцу. У 61-летнего Петра Трофимовича Ярочкина (13 человек в семье) было 58,5 десятины земли, 17.9 десятины посева, семь лошадей, восемь коров, 30 овец и 12 свиней.
Перепись 1920 года зафиксировала 154 домохозяйства и 1036 человек, в том числе 14 белорусов и 6 украинцев. Это был максимум населения. В 1930-е -1950-е гг. Казанка входила в состав Федоровского сельсовета (с 1937 года в составе Покровского района БАССР), затем вошла в состав Покровского сельсовета. Церковь закрыли в 1930-е годы, последним священником был Иван Левицкий. Во время коллективизации в Казанке был образован колхоз «Крестьянка», просуществовавший до 1950-х годов, затем деревня вошла в колхоз «Искра». Один из первых председателей колхоза Тимофей Андреевич Стрижов в 1937 году был расстрелян. С 1942 года и вплоть до 1970-х председателем колхоза «Крестьянка», а затем «Искры» был уроженец Казанки Михаил Васильевич Стрижов. 

## География

### Географическое положение
Расстояние до:
- районного центра (Благовещенск): 42 км,
- центра сельсовета (Покровка): 9 км,
- ближайшей ж/д станции (Загородная): 65 км.

## Население
| 2002 | 2009 | 2010 |
| ---- | ---- | ---- |
| 55   | ↘47  | ↘40  |

Согласно переписи 2002 года, преобладающие национальности — русские (45 %), марийцы (35 %).
Динамика населения: в 1939 году в деревне проживали 464 человека, в 1959-223, в 1969- 185, в 1989-99, в 2010-40 постоянных жителей. В настоящее время кроме русских в Казанке проживают и марийцы.